# Ryn (gmina)
Ryn – gmina miejsko-wiejska w województwie warmińsko-mazurskim, w powiecie giżyckim. W latach 1975–1998 gmina położona była w województwie suwalskim.
Siedziba gminy to Ryn.
Według danych z 30 czerwca 2004 gminę zamieszkiwało 6068 osób. Natomiast według danych z 31 grudnia 2019 roku gminę zamieszkiwało 5668 osób.

## Struktura powierzchni
Według danych z roku 2002 gmina Ryn ma obszar 204,54 km², w tym:
- użytki rolne: 58%
- użytki leśne: 21%

Gmina stanowi 18,88% powierzchni powiatu.

## Demografia

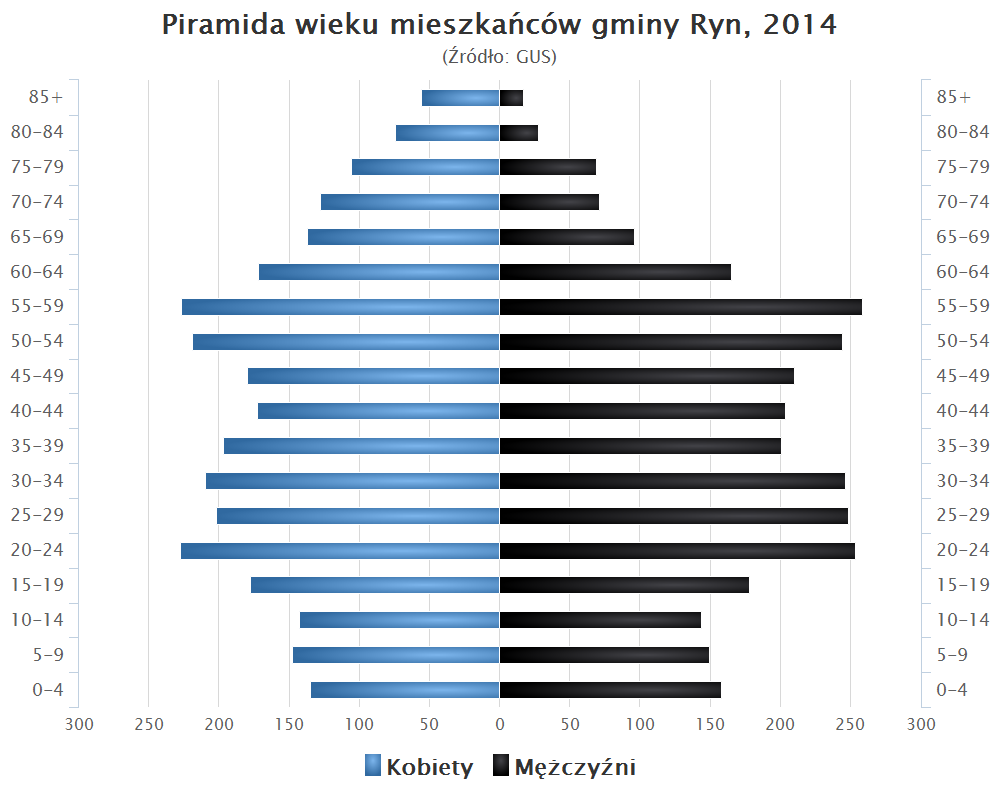
Piramida wieku mieszkańców gminy Ryn w 2014 roku

Dane z 30 czerwca 2004:
| Opis                              | Ogółem | Ogółem | Kobiety | Kobiety | Mężczyźni | Mężczyźni |
| --------------------------------- | ------ | ------ | ------- | ------- | --------- | --------- |
| jednostka                         | osób   | %      | osób    | %       | osób      | %         |
| populacja                         | 6068   | 100    | 3048    | 50,2    | 3020      | 49,8      |
| gęstość zaludnienia (mieszk./km²) | 28,7   | 28,7   | 14,4    | 14,4    | 14,3      | 14,3      |

## Sołectwa
Miejscowości sołeckieJeziorko, Knis, Kronowo, Krzyżany, Ławki, Mioduńskie, Monetki, Orło, Prażmowo, Rybical, Skop, Słabowo, Stara Rudówka, Sterławki Wielkie, Szymonka, Tros, Wejdyki.
Pozostałe miejscowościBachorza, Canki, Dzikowizna, Głąbowo, Grzybowo, Hermanowa Wola, Ławki (osada), Knis-Podewsie, Kronowo (osada), Mleczkowo, Mrówki, Ryn (kolonia), Ryński Dwór, Ryńskie Pole, Siejkowo, Skorupki, Zielony Lasek.

## Sąsiednie gminy
Giżycko, Kętrzyn, Mikołajki, Miłki, Mrągowo